# 인천광역시 인재개발원
인천광역시 인재개발원(仁川廣域市 人材開發院)은 인천광역시 소속 공무원의 교육훈련을 담당하기 위하여 인천광역시청 직속기관이다.
인재개발원장은 지방부이사관으로 보한다.

## 연혁
- 1985년 인천광역시 지방공무원 교육원 개원
- 2009년 인천광역시 인재개발원으로 변경

## 조직
- 교육지원과
- 인재양성과